# Байер, Франк
Франк Па́уль Ба́йер (нем. Frank Paul Beyer; 26 мая 1932[…], Нобиц, Тюрингия — 1 октября 2006[…], Берлин) — немецкий кинорежиссёр, сценарист и актёр. Член Академии искусств ГДР.

## Биография
С 1955 года, ещё во время учёбы в Пражской академии искусств (ФАМУ) работал ассистентом режиссёра Курта Метцига, в 1957 году дебютировал в кино («Две матери»). Был одним из самых востребованных кинорежиссёров ГДР. Состоял в штате студии «ДЕФА». С 1978 года снимал также телефильмы.
Был женат на актрисе Ренате Блюме (1969—1974). У пары есть сын Александр.

## Избранная фильмография

### Режиссёр
- 1954 — Квакши / Rosnicky (к/м)
- 1955 — Безумные среди нас / Blázni mezi námi
- 1957 — Две матери / Zwei Mütter
- 1957 — Король Фридрих — одиннадцатая часть / Fridericus Rex — elfter Teil (к/м)
- 1957 — Салонная игра / Das Stacheltier — Das Gesellschaftsspiel (к/м)
- 1959 — Старая любовь / Eine alte Liebe
- 1960 — Пять патронных гильз / Fünf Patronenhülsen
- 1961 — Королевские дети / Königskinder
- 1962 — Голый среди волков / Nackt unter Wölfen (по Бруно Апицу)
- 1963 — Карбид и щавель / Karbid und Sauerampfer
- 1966 — След камней / Spur der Steine (по Эрику Нойчу)
- 1971 — Прислужники палачей / Rottenknechte (мини-сериал)
- 1973 — Семь романов Доньи Жуаниты / Die sieben Affären der Dona Juanita (по роману Эберхарда Паница, мини-сериал)
- 1974 — Якоб-лжец / Jakob, der Lügner (по роману Юрека Беккера, с ЧССР)
- 1977 — Убежище / Das Versteck (по роману Юрека Беккера, в советском прокате «Попытка к примирению»)
- 1978 — Закрытое общество / Geschlossene Gesellschaft (ТВ)
- 1981 — Король и его шут / Der König und sein Narr (ТВ)
- 1981 — Вторая шкура / Die zweite Haut (ТВ)
- 1982 — Остановка в пути / Der Aufenthalt (по Герману Канту)
- 1983 — В тупике / Bockshorn
- 1988 — Взлом / Der Bruch
- 1990 — Конец невинности / Ende der Unschuld (ТВ)
- 1991 — Подозрение / Der Verdacht (по рассказу Фолькера Брауна, ТВ)
- 1991 — Она и он / Sie und Er
- 1992 — Большой праздник / Das große Fest (ТВ)
- 1993 — Последняя подводная лодка / Das letzte U-Boot (ТВ)
- 1994 — Когда все немцы спят / Wenn alle Deutschen schlafen (ТВ)
- 1995 — Церковь святого Николая / Nikolaikirche (ТВ)
- 1997 — Капитан из Кёпеника / Der Hauptmann von Köpenick (ТВ)
- 1998 — Побег / Abgehauen (ТВ)

### Сценарист
- 1955 — Безумные среди нас / Blázni mezi námi
- 1956 — Две матери / Zwei Mütter
- 1957 — Король Фридрих / Fridericus Rex — elfter Teil (к/м)
- 1957 — Салонная игра / Das Stacheltier — Das Gesellschaftsspiel (к/м)
- 1957 — Экспресс «Полония» / Polonia-Express
- 1959 — Старая любовь / Eine alte Liebe
- 1962 — Голый среди волков / Nackt unter Wölfen
- 1963 — Карбид и щавель / Karbid und Sauerampfer
- 1966 — След камней / Spur der Steine
- 1971 — Прислужники палачей / Rottenknechte (мини-сериал)
- 1973 — Семь романов Доньи Жуаниты / Die sieben Affären der Dona Juanita (мини-сериал)
- 1974 — Якоб-лжец / Jakob, der Lügner
- 1981 — Король и его шут / Der König und sein Narr (ТВ)
- 1981 — Вторая шкура / Die zweite Haut (ТВ)
- 1991 — Она и он / Sie und Er
- 1995 — Церковь святого Николая / Nikolaikirche (ТВ)
- 1998 — Побег / Abgehauen (ТВ)

### Актёр
- 1972 — Голова Януса / Januskopf — Паркер

## Награды
- 1961 — Премия имени Генриха Грайфа («Пять патронных гильз»)
- 1962 — Почётная медаль Кинофестиваля в Карловых Варах («Королевские дети»)
- 1963 — Национальная премия ГДР
- 1963 — Специальный серебряный приз Третьего Московского международного кинофестиваля («Голый среди волков»)
- 1963 — номинация на Главный приз Третьего Московского международного кинофестиваля («Голый среди волков»)
- 1968 — Национальная премия ГДР
- 1975 — номинация на приз «Золотой Медведь» 25-го Берлинского международного кинофестиваля («Якоб-лжец»)
- 1975 — премия международного евангелического жюри 25-го Берлинского международного кинофестиваля («Якоб-лжец»)
- 1975 — Национальная премия ГДР
- 1977 — номинация на премию «Оскар» за лучший фильм на иностранном языке («Якоб-лжец»)
- 1984 — Премия имени Генриха Грайфа
- 1990 — почётный приз Berlinale Camera Award 40-го Берлинского международного кинофестиваля («След камней»)
- 1990 — приз международной ассоциации кинокритиков 40-го Берлинского международного кинофестиваля («След камней»)